# Sotschi (Fluss)
Der Sotschi (russisch Сочи, abchasisch Шәача, adygeisch Шъачэ) ist ein Fluss im Kaukasus, der in der Stadt Sotschi in das Schwarze Meer mündet.
Der Sotschi fließt durch die Stadtrajons Zentralny und Chostinski von Sotschi in der südrussischen Region Krasnodar. Es ist der drittlängste Fluss von Sotschi nach Msymta und Tschache. Die wichtigsten Nebenflüsse sind Jegoschka, Ojschcho, Ats und Agwa.
Im Bereich der Mündung beim Riviera-Park sind die Ufer mit Beton verstärkt worden. Entlang des Flusses liegen die Orte und Vororte Baranówka, Plastinka und Orechowka und Aschtschek.
In den 1930er Jahren wurde Gold entdeckt.